# Composto organossulfurado

Compostos organossulfurados são compostos, normalmente orgânicos que contém pelo menos uma ligaçao covalente carbono - enxofre.
São frequentemente associados com odores marcantes, mas muitos dos compostos com sabores mais agradáveis conhecidos são derivados de organossulfurados. A natureza é abundante em compostos organossulfurados, dado que o enxofre é essencial à vida. Dois dos aminoácidos mais comuns são compostos organosulfurados. Combustíveis fósseis, carvão mineral, petróleo, e gás natural, os quais são derivados de organismos pré-históricos, necessariamente contém organosulfurados, a remoção dos quais é um foco importante das refinarias de petróleo.

## Tipos de compostos organossulfurados
Por ser o enxofre um calcogênio, a maioria dos compostos organossulfurados são variações dos compostos análogos com oxigênio, em que o enxofre substitui o oxigênio. Os principais compostos são:
- Tióis - análogos aos álcoois. Ex: etanotiol
- Tioéteres - análogos ao éteres. Ex: Sulfeto de dietila
- Tioésteres - análogos aos ésteres, o enxofre substitui o oxigênio em ligação simples. Ex: Acetilcoenzima A
- Dissulfetos - de fórmula geral R-S-S-R'. Ex: Cistina
- Enxofre como heteroátomo em anéis aromáticos. Ex: Tiofeno (análogo ao Furano